# Analytisches CRM
Aufgabe des analytischen CRM (Customer-Relationship-Management) ist die systematische Bearbeitung und Auswertung der in den operativen Systemen gesammelten Daten, insbesondere der Daten über Kundenkontakte und Kundenreaktionen mit dem Ziel eines optimalen Kundenwissens und Kundenprofits entlang der Kundenbeziehungsphasen Akquisition, Loyalität und Churn Management.

## Unterscheidungen
Im Customer-Relationship-Management (CRM) wird zwischen dem operationalen, dem kommunikativen und dem analytischen Teil unterschieden. Während operatives und kommunikatives CRM auch mit den herkömmlichen Begriffen Vertrieb und Marketing bezeichnet werden, entspricht das analytische CRM am ehesten der Vertriebssteuerung, dem Vertriebscontrolling.

## Bestandteile
Die Komponenten des analytischen CRM sind Data-Warehouse, Reporting, OLAP und Data-Mining.
Zentraler Bestandteil aller Komponenten des Kundenmanagement sollte eine zentrale Datenbank sein, in der alle Daten über das jeweilige Produkt, Kunde, Angebot, Vertriebsmaßnahme, Kampagne und Umsatz verfügbar sind.

## Systematik
Der Prozess des analytischen CRM wird als "Closed Loop" bezeichnet. Operative Daten zu Kunden, Transaktionen und Produkten werden gesammelt, analysiert und anschließend als Entscheidungsgrundlage bspw. als Scoring Modell für das operative CRM bereitgestellt.
Analytisches CRM geht in einigen Punkten über das operationale CRM hinaus und kann zusätzlichen Nutzen schaffen. Analytisches CRM liefert nicht nur die Analyse über eine Kundentransaktion, aCRM kann auch Informationen über die Nichtnutzer liefern. Das gilt nicht nur für das Web, sondern auch für klassische Vertriebskanäle. Es ist im Internet deutlich einfacher und günstiger, wenn die Grundlagen richtig gelegt werden. So liefert in einem Laden das Verfolgen des Besuchsverkehrs wichtige Informationen. Dabei ist nicht nur wichtig, wer wann den Laden betritt, sondern auch, wohin er geht, wonach er fragt, wie er sich Zugang zum Sortiment verschafft. Gute Verkäufer sind hier ein Katalysator, die den Typ des Kunden schon an seinem Äußeren erfassen und geschickt auf die Angebote fokussieren, die diesen Kunden vermutlich am ehesten zu einem Kauf bewegen. Dabei ist es wichtig, Alternativen anbieten zu können, auch Alternativen, die nicht ernsthaft in die Entscheidung mit einbezogen werden. Ein Anhaltspunkt dafür, warum auch Produkte, die nicht direkt zu angestrebten Kundengruppe passen eine Berechtigung im Sortiment haben: Sie helfen, andere Produkte zu verkaufen. Auch hat der Verkäufer oft ein gutes Gespür dafür, was er einem Kunden direkt mit anbietet, wenn er eine Kaufentscheidung gefällt hat. Ist der Kunde beispielsweise auf der Suche nach einem Businesshemd, könnte auch eine Krawatte von Interesse sein. Das analytische CRM muss hier die Werkzeuge bereitstellen, die diese Anhaltspunkte liefern können einerseits in Bereichen mit einer hohen Zahl an Kundenkontakten aber auch im Internet, wo kein direkter menschlicher Kontakt zustande kommen kann.